# A komplex számok tanítása
Ebben a szócikkben a komplex számok matematikadidaktikai vonatkozásait, kérdéseit tárgyaljuk; tehát azokat, melyek a komplex számok tanításában vetődnek fel.
… Ilyen, hogy »négyzetgyök mínusz egy«, nem létezhet…. Csak éppen az az érthetetlen, hogy mégis számolhatunk imaginárius vagy más ilyen képtelen értékekkel és végül mindennek ellenére reális értéket kapunk eredményül…Hát nem olyan ez, mint egy híd, amelynek csak első és utolsó pillére van, a pillérek között pedig semmi, és te mégis olyan biztonsággal mégy át rajta, mintha nem kellene a folyóba esned? Én mindenképp csalást szimatolok az ilyen számításban, ahol csak hipp-hopp, ott legyek, ahol akarok… És a legkísértetiesebb számomra a matematikának ez az ereje, amely csakugyan átvisz minket a nem létező hídon, anélkül, hogy lezuhannánk róla.

## Bevezetés
A komplex szám fogalma a valós szám fogalmának általánosítása, utóbbinál annyiban több, hogy a komplex számok körében negatív valós számból is tetszőleges egész kitevős gyököt lehet vonni. A valós számok körében például az x² = −1 egyenletnek nincs megoldása. Ugyanakkor a négy alapműveletre és azok inverzeire (kivéve a nullával való osztást) a valós számkör zárt.
A komplex szám fogalma a matematika fejlődése során, a 16. századi Délnyugat-Európában természetes módon vetődött fel, mint korábban például a negatív szám, vagy az irracionális szám fogalma. Ez időszakban jöttek rá, hogy bizonyos egyenleteket (a harmad- és többedfokú algebrai egyenletek) képtelenek megoldani az addig ismert (elfogadott, megértett) számok között és módszerekkel.
Az x² = −1 egyenletnek – amennyiben ragaszkodunk ahhoz, hogy az x változó helyébe csak valós számot írhatunk – nincs megoldása. Hiszen akármilyen is legyen az x előjele, négyzete sohasem lehet negatív. Bizonyos matematikai eljárások viszont lehetségessé tették, hogy olyan számokkal is végezzünk értelmes és eredményre vezető számításokat, melyek négyzete negatív (ezek az imaginárius vagy képzetes számok). A harmadfokú egyenlet valós megoldásainak algebrai módszerekkel való kiszámítása során szükségképp négyzetgyököt kell vonni negatív számból (ld.: Harmadfokú egyenlet megoldóképlete). Tehát az az érdekes dolog áll elő; hogy bár az algebrai műveletek (összeadás, kivonás, szorzás, osztás és ezek kombinációi, mint például a hatványozás) nem „vezetnek ki” a valós számok köréből, a hatványozás inverze, a gyökvonás már igen, és ahová „kivezet”, az a komplex számkör. Érdemes megjegyezni, hogy a valós számoknak másféle kiterjesztései is vannak (ld. szürreális számok, nemstandard analízis); és a számok közti műveletek bizonyos tulajdonságairól (kommutativitás) lemondva, a komplex számok halmaza is tovább tágítható.

## Didaktikai megjegyzések
A komplex számok fogalmának bevezetésére több út kínálkozik (az alábbi felsorolás nem teljes).
1. Az „ultraformalista” út. Posztuláljuk, hogy létezik valami olyasmi, aminek a négyzete -1, és amit i-vel jelölünk. Majd szintén posztuláljuk, hogy a komplex számok halmaza legyen az {\displaystyle a+bi} alakú kifejezések halmaza, ahol a és b valós számok. Majd a műveleti szabályok bemutatása következik. A tanuló – ha elég sokat gyakorol – elfogadja, megszokja az új fogalomalkotást. Belátja annak ellentmondásmentességét; vagy úgy tesz, mintha belátná, mindenesetre megtanulja kezelni az új instrumentumot.
  1. Kritikák. Sokan panaszkodnak azonban arra, hogy az {\displaystyle i\,} fogalmát nem sikerült interiorizálniuk. Tény az, hogy az ugyancsak sokkoló hatású negatív szám vagy irracionális szám fogalmát a mai iskolarendszerben a tanulók egy fogékonyabb korszakukban ismerik meg; a komplex szám fogalmával legtöbbjük már kevésbé fogékony. A pszichológiai-didaktikai jellegű problémákon túl – de azoktól nem feltétlenül függetlenül – másfajta probléma is adódik. Ez a fajta teljesen formalista bevezetés, melyet már Gottlob Frege is bírált Az aritmetika alapjai c. tanulmányában, mély filozófiai – lételméleti – problémákat vet fel. A fő gondot az okozza, hogy egyáltalán nem világos sem az i egység, sem az ai („a-szor i”) kifejezés, sem a "+" és a "-" jelek e kontextusbeli „mibenléte”. Az ilyen kérdéseket csak látszólag könnyű azzal az ellenvetéssel hárítani, hogy „a matematika nem foglalkozik létfilozófiával”. Valójában foglalkozik. A matematika valóban nem filozófia, de a fenti ellenvetés mégis pontatlan; ugyanis a felsőbb matematika azért kerülheti el a létfilozófiai kérdéseket, mert rendelkezésére állnak a valós és komplex számok halmazelméleti konstrukciói, és így a felsőbb matematikában az i és a komplex számok halmazelméletileg léteznek. Ez a felsőbb matematikai út a középfokú oktatásban járhatatlan, ahol a kereteszközök sem állnak rendelkezésre (nem részei a tananyagnak), és ha rendelkezésre állnának, akkor is nagyon hosszadalmas lenne a komplex számok felépítése. Tehát a középfokú felépítés számára bizony létfilozófiai problémát jelent mind az i egység, mind az a+bi kifejezésben a + jel mibenléte (Frege már idézett művében konkrétan említi, hogy a + jelnek semmi értelme ebben a felépítésben). És támadható az a vélemény, hogy ezt a problémát a középfokú oktatásnak, mint filozófiai problémát, joga van kikerülni. Ez a „kikerülés” felveti a tudománytalanság kérdését, mert a matematikában a tudományosság alapvető feltételét képezik az egzisztencia-vizsgálatok, vagyis annak belátása, hogy létezik-e az a valami, amit definiáltunk. „Egy fogalmat nem lehet puszta definícióval létezővé tenni, hiszen ily módon a lusta diákot pusztán azzal, hogy szorgalmasnak mondjuk, szorgalmassá lehetne tenni” – mondja Frege.
2. A formalista-strukturalista út: A másik didaktikai lehetőség az, ha a komplex szám fogalmát minden szemlélettől elvonatkoztatva a rendezett pár fogalmából kiindulva vezetjük be.
  1. Kritikák. E formalista megközelítés szintén nem mentes a mély filozófiai problémáktól (ld. még: rendezett pár).
3. Geometriai megközelítés: A Wikipédia komplex számok c. szócikke talán a legszélesebb körben elfogadható utat választja a komplex szám fogalmának megalapozására. A tanuló egyszerű, kétdimenziós vektorokként találkozik a komplex számokkal. A vektorösszeadás művelete már ismert a számára, a vektorok szorzásának bevezetése pedig elfogadható és játékos dolog. A (számszerű-) vektorszorzás tanulmányozása elvezet a vektorhatványozás és a vektorokból való gyökvonás fogalmához. Ebben a felfogásban örömmel tapasztaljuk, hogy a minden mesterkéltség nélkül a „mínusz egy”-nek megfeleltetett vektor négyzetgyöke is egy vektor csak éppen nem a valós számoknak megfeleltetett vektorok között fekszik.
  1. Kritika.. A geometriai szemléltetés eltereli a figyelmet arról, hogy a komplex számok azon kívül, hogy nem rendezhetők úgy, mint a valós számok, azért mégis inkább számok, mégis inkább algebrai objektumok, mint geometriai alakzatok. A geometriai megközelítés éppen szemléletessége révén kerül a legtávolabbra attól a felfogástól, hogy a komplex számtest az algebrai testfogalom egy modellje, akár a valós számok. E tekintetben káros ez felfogás, hiszen eltávolítja a tanulót az „absztrakció és modellje” fogalompár megértésétől. Szögezzük le azonban, hogy ez a kritikai megjegyzés minden szemléletességre való törekvés esetében igaz, amennyiben a „szemléletes” megelőzi az „absztrakt” bevezetését az oktatásban.
4. A jelen szócikk célja: A fenti problémák teljes vagy részleges megoldásaként, a cikk további részében utakat, példákat mutatunk az említett, részben filozófiai, részben didaktikai problémák kezelésére. Utalunk például a komplex számoknak az algebrai testbővítéssel való kapcsolatára. Megmutatjuk, hogy a negatív szám a maga módján éppen olyan „természetellenes” dologként lép fel egyenletek megoldásakor, mint a komplex szám.

## Példák a komplex számok alkalmazásaira

### A semmiből készülő hidak
Az alábbi, vicces formában megfogalmazott feladat két célt szolgál. (1) A kezdő most kipróbálhatja az új technikát. (2) A példa illusztrálja, hogy a komplex számok megjelenése bizonyos egyenletek megoldása során semmivel sem természetellenesebb, mint mondjuk a negatív számok megjelenése. Egyben figyelmeztet arra, hogy a matematikai modellek adta eredményeket alaposan diszkutálni kell a való életben való alkalmazás előtt.
A hídépítés valóban komoly dolog – de lehet-e a semmiből is hidat építeni? Egy megszállott hídépítő, aki úgy sejtette, hogy lehet, ellenőrzésképpen hidak építésébe fogott. A rendelkezésére álló alapanyagok: egy darab x méterszer x méteres négyzet alakú bádoglap és elegendő mennyiségű piros és zöld festék. A hídépítő a bádoglap két széléből egy-egy méternyit felhajtott; ez lett a korlát. A híd járólapját zöldre festette felül, a korlátokat pedig kívül-belül pirosra, ahogy a mellékelt ábra mutatja. A járólap alsó, nem látható felére nem került festék.

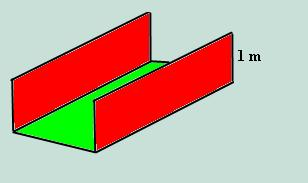

1. Feladat: A járólap festésekor {\displaystyle 16m^{2}}-rel nagyobb felületet kellett befesteni, mint a korlátok festésekor. Mennyi volt x?
2. Feladat: A járólap festésekor {\displaystyle 10m^{2}}-rel kisebb felületet kellett befesteni, mint a korlátok festésekor. Mennyi volt x?
3. Az igazi feladat: Több lehetséges hídváltozattal találkozunk majd. Melyik híd készült a semmiből?

Megoldás. Mind a két feladat az alábbi másodfokú egyenlethez vezet:
ahol {\displaystyle c=-16} az első feladatban és {\displaystyle c=10} a második feladatban. A másodfokú egyenlet megoldóképletének felhasználásával arra jutunk, hogy az első esetben két valós megoldás van: 8 m és −2 m. Tehát két valós méretű híd épülhet; az egyik 8 méteres oldalhosszúságú bádoglapból, a másik −2 méteresből. Biztos ez a második készült semmiből. Ha {\displaystyle c=10}, akkor szörnyű a helyzet, mert nincs valós megoldás, a két szóba jövő oldalhossz: {\displaystyle 3+i} és {\displaystyle 3-i} méter. Ezek a hidak is semmiből készültek tehát. De melyik híd készült „inkább” semmiből a három képzeletbeli híd közül: a negatív oldalhosszúságú, vagy a komplex oldalhosszúságúak?

### A komplex gyökök szemléltetése a másodfokú esetben

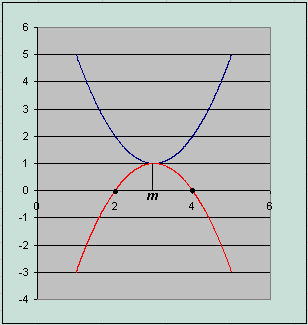

Az előző példában azt találtuk, hogy az {\displaystyle x^{2}-6\cdot x+10=0} egyenletnek nincsen valós megoldása. Ez megfelel annak, hogy az {\displaystyle f(x)=x^{2}-6\cdot x+10} függvény grafikonja nem metszi az x tengelyt. (ld. a kék görbét a mellékelt ábrán) Érdekes módon nem közismert, pedig triviális, hogy a komplex megoldásokat a valós egyenesen szemléltetni lehet. Tükrözzük ugyanis a kék görbét a minimumhelyét érintő vízszintes egyenesre (piros görbe). A piros görbe már metszi az x tengelyt. A minimumhely és a piros görbe tengelymetszéspontjai közötti különbségek éppen a két gyökhöz tartozó képzetes részt adják előjelhelyesen, a valós rész pedig a minimumhely. Az ábráról a megoldóképlet nélkül is leolvashattuk volna, hogy a gyökök 3+i és 3-i. Ugyanúgy, ahogy a valós megoldások elvileg leolvashatók az ábráról, ha léteznek.
Ez a szemléltetési lehetőség csak akkor adott, ha {\displaystyle x^{2}} együtthatója 1. Viszont ez az együttható sosem 0 (hiszen másodfokú egyenletről van szó), ezért osztani lehet vele az egyenlet mindkét oldalát és ez az operáció a megoldásokat nem változtatja meg. Az ismertetett szemléltetési mód tehát mindig alkalmazható, de az {\displaystyle x^{2}} együtthatója legyen 1.

### A megoldóképlet egy elegánsabb alakja
Ha a másodfokú egyenletet olyan alakra hozzuk, hogy az {\displaystyle x^{2}} tag együtthatója 1 (és ez mindig megtehető), akkor a standard megoldóképletből kiindulva belátható, hogy ha {\displaystyle m} azt a számot jelöli, ahol a parabola a szélsőértékét felveszi, {\displaystyle m'} pedig a szélsőértékhelyen felvett értéket, akkor

### A harmadfokú egyenlet megoldása
A másodfokú egyenlet megoldóképletét ismerjük a középiskolából. Az a tény, hogy formálisan vagy akár szemléletesen értelmezni tudjuk a megoldást, akkor is, ha nincsenek valós gyökök (mint az előző példában) még nem bizonyítja, hogy a komplex számokkal való foglalatoskodás több, mint öncélú játék. A harmadfokú egyenletre vonatkozóan viszont csak olyan megoldóképlet van, amely valós gyökök nélküli másodfokú egyenlet megoldására vezet (miközben a megoldandó harmadfokú egyenletnek vannak valós gyökei). Tehát a harmadfokú egyenletet – legalábbis a megoldóképlettel – csak úgy oldhatjuk meg, ha elfogadjuk a komplex számokkal való számolás szabályait. Így aki a gyakorlatban is találkozik a harmadfokú egyenletekkel, az látni fogja, hogy vagy numerikus gyökközelítő eljárást kell alkalmaznia a megoldások meghatározására, vagy szembe kell néznie a komplex számokkal – és így azok realitása is fölvetődik.

### Szinuszos áramú hálózatok
| A mellékelt ábrán egy egyszerű ellenálláshálózat látható. |

Az eredő ellenállás kiszámításához a soros és párhuzamos kapcsolás képletét használva kapjuk, hogy
Ha most a hálózat két kapcsára U egyenfeszültséget kötünk, akkor az átfolyó áram erősségét a jól ismert Ohm törvény segítségével határozhatjuk meg: {\displaystyle I={\frac {U}{R_{e}}}}.
Az Ohm törvény egy ilyen hálózat esetén, akkor is érvényes, ha a feszültség szinuszosan változik:
(feltéve, hogy az ellenállások ideálisak.)
| Nézzük most a következő általánosabb, de még mindig idealizált elemekből felépített hálózatot: |

Ha ennek a hálózatnak a kapcsaira kötjük az u(t) szinuszos feszültséget, akkor azt tapasztaljuk, hogy az átfolyó áram is szinuszosan változik, de általában amplitúdója és fázisa eltér a gerjesztő feszültség amplitúdójától és fázisától. Az átfolyó áram frekvenciája viszont azonos a gerjesztő feszültség frekvenciájával. De hogyan kell kiszámítani az eredő áram amplitúdóját és fázisát? Először is vezessük be a feszültség és az áram leírására az ún. komplex effektív értékeket:
ahol {\displaystyle i} az imaginárius egység. Nem kötelező az Euler-formula használata, akinek jobban tetszik, gondolja úgy, hogy
Tehát például, ha {\displaystyle U^{cs}=230V}, {\displaystyle \phi ={\frac {\pi }{4}}} radián és {\displaystyle \omega =2\pi \cdot 50} radián, akkor a komplex effektív érték, vagyis a bemenő feszültséget modellező komplex szám
Az áramköri elemek modellezésére pedig bevezetjük a komplex impedanciáknak nevezett mennyiségeket:
- az R ellenállás komplex impedanciája, maga az R valós szám: {\displaystyle Z_{R}=R\,},
- a C kapacitás komplex impedanciája: {\displaystyle Z_{c}={\frac {1}{i\omega C}}},
- az L induktivitás komplex impedanciája pedig: {\displaystyle Z_{L}=i\omega L\,}.

Ezután a hálózat eredő komplex impedanciáját az egyenáramú esetben megtanult módszerrel számolhatjuk ki, vagyis
Tehát az eredő komplex impedancia
és az Ohm törvény is érvényes:
Az eredő áram effektív értékét és fázisát ebből kiszámolhatjuk, ha adottak az R, L, C és {\displaystyle \omega } számértékek. (Vigyázni kell a dimenziókkal! radián, Ohm, Volt, Amper, Henry és Farad együtt jó barát, de vannak más kommenzurábilis variációk is) Vajon ez is csak játék a képletekkel? Lehet, de gyanús, hogy a komplex számoknak van valami köze a valósághoz.

### A hiperbolikus geometria
Mint a gömbi geometriából ismeretes, egy az {\displaystyle R} sugarú gömbre írt és az {\displaystyle \alpha ,\beta ,\gamma } szögekkel egyértelműen jellemzett gömbi háromszög területe {\displaystyle T=R^{2}\cdot (\alpha +\beta +\gamma -\pi )}. A gömbi háromszög szögeinek összege {\displaystyle \pi }-nél nagyobb, hiszen a terület pozitív. Ha az {\displaystyle R} sugár helyébe az imaginárius egységet helyettesítjük, akkor formálisan a {\displaystyle T=\pi -(\alpha +\beta +\gamma )\,} területképletet kapjuk. Ez a hiperbolikus geometria {\displaystyle \alpha ,\beta ,\gamma } szögekkel egyértelműen jellemzett háromszögének területképlete. Látszik, hogy a hiperbolikus geometriában a háromszög szögeinek összege {\displaystyle \pi }-nél kisebb, mert a terület nyilván pozitív. A gömbi geometria egyéb képleteire vonatkozóan is igaz, hogy, ha a gömbsugár helyébe az imaginárius egységet írjuk, akkor a hiperbolikus geometria megfelelő képleteit kapjuk. A hiperbolikus geometria – úgy tűnik – olyan, mint a képzetes sugarú gömb geometriája. (ld. még nemeuklideszi geometria, Bolyai–Lobacsevszkij-féle geometria)

## Testbővítések
A fentebb mondottak lényegét összefoglalva mondhatjuk, hogy a valós számtestestet a komplex számtestté úgy bővítettük, hogy
vettünk egy a valós valós számkörben megoldhatatlan egyenletet ({\displaystyle x^{2}+1=0}) és ennek fiktív gyökeként bevezettünk egy a valós számkörben értelmezhetetlen szimbólumot az {\displaystyle i={\sqrt {-1}}}-t és valós számpárokból képeztük az {\displaystyle z=a+i\cdot b} alakú mennyiségeket, a komplex számokat. A testbővítésnek ez a módja sokkal mélyrehatóbb, mint azt a fentiek alapján gondolnánk.
Itt most csak néhány példát mutatunk be az algebra testbővítés néven ismert módszerének illusztrálására.

### A majmok megoldóképlete
Ebben a vicces formában megfogalmazott feladatban azt mutatjuk be, hogy az {\displaystyle i={\sqrt {-1}}} imaginárius egység bevezetése csak egy speciális lehetőség a valós számok körében megoldhatatlan egyenletek problémájának kezelésére. Azonnal szögezzük le, hogy az itt következőknek pusztán elméleti jelentősége van.
A majmok bolygóján a matematika igen előrehaladott állapotban van. Az {\displaystyle x^{2}+bx+c=0\,} másodfokú egyenlet megoldóképletét például ősidők óta ismerik a tudósok. A megoldás azonban csak a nemnegatív diszkrimináns esetére engedélyezett, mert a {\displaystyle {\sqrt {-1}}} használatát a realitásérzékükről híres majmok szigorú vallási előírásai tiltják. A technikai fejlődésnek azonban egyre nyilvánvalóbb gátja ez a tiltás (ld. hídépítési problémák). A Tudományos Főtanács megoldást keres és megbízzák Kornéliuszt, az ifjú tehetséget, hogy dolgozza ki a másodfokú egyenlet megoldóképletét a fertelmes {\displaystyle {\sqrt {-1}}} megkerülésével. Kornéliusz a következőképpen okoskodik: Vegyünk talán egy másik egyenletet, amelynek nincs valós megoldása
és annak egyik képzeletbeli gyökével – jelölje ezt {\displaystyle \omega \,} – alkossunk valós számokból {\displaystyle u+v\cdot \omega } alakú kombinációkat. Ezek körében talán megoldhatóak lesznek az eddig megoldhatatlan egyenletek. Kornéliusz az {\displaystyle x^{2}+x+1=0\,} egyenletet választotta.
A nemlétező gyököt, {\displaystyle \omega \,}-t imaginárius kétségnek nevezte. Rögtön észrevette, hogy {\displaystyle \omega ^{2}=-\omega -1\,}. Vagyis a fenti egyenlet képzeletbeli gyökei {\displaystyle \omega \,} és {\displaystyle -\omega -1\,}. A Tudományos Főtanács engedélyezte az imaginárius kétséggel kapcsolatos kutatások folytatását, mivel az {\displaystyle \omega ^{2}=-\omega -1\,} összefüggésben semmi eretnekséget sem látott.
A megoldóképlet utáni kutatás során Kornéliusz behelyettesítette a megoldandó {\displaystyle x^{2}+bx+c=0\,} egyenletbe az {\displaystyle u+\omega \cdot v\,} ismeretlen kétséges mennyiséget, elvégezte a kijelölt műveleteket, felhasználta, hogy {\displaystyle \omega ^{2}=-\omega -1\,} és a következőre jutott: Olyan {\displaystyle u,v\,} valós számokra van szükség melyekre
{\displaystyle u^{2}+bu+c-v^{2}+\omega \cdot v(2u+v+b)=0+0\cdot \omega =0}.
Vagyis a következő egyenletrendszer megoldása maga a megoldóképlet:
{\displaystyle u^{2}+bu+c-v^{2}=0\,},
{\displaystyle v(2u+v+b)=0.\,}.
Ha a diszkrimináns ({\displaystyle b^{2}-4c}) nem negatív, akkor található {\displaystyle u}, amely az első egyenletet megoldja és így {\displaystyle v=0} megfelel a kétséges résznek és az ősi megoldóképlet működik. Eddig tehát rendben vagyunk.
Ha viszont a diszkrimináns negatív, akkor {\displaystyle v} nem lehet {\displaystyle 0} és a második egyenletet helyett megoldhatjuk a {\displaystyle 2u+v+b=0.\,} egyenletet. Az eredmény {\displaystyle u={\frac {-v-b}{2}}.\,}. Ezt az első egyenletbe helyettesítve és megoldva az adódó {\displaystyle v}-ben másodfokú egyenletet azt kapjuk, hogy a megoldóképlet
alakú. Kornéliusznak szerencséje volt, mert a fent említett másodfokú egyenletnek mindig van valós megoldása, ha az eredeti, megoldandó egyenlet diszkriminánsa negatív.
Lássuk mit ad Kornéliusz megoldóképlete, az {\displaystyle x^{2}+1=0} esetben? Most {\displaystyle b=0} és {\displaystyle c=1}. Vagyis
Emeljük négyzetre ezeket a megoldásokat:
mert, mint megállapodtunk {\displaystyle \omega ^{2}=-\omega -1\,}.
Amikor ez kiderült, a Tudományos Tanács régivágású tagjai őrjöngeni kezdtek. De végül a józan ész győzött és Kornéliuszt átnevelőtáborba küldték..

### A racionális számtest bővítései

#### A 2 négyzetgyöke mint „irracionális” egység
A racionális számok is testet alkotnak a szokásos aritmetikára nézve. Ebben a testben azonban, mint ismeretes, még az {\displaystyle x^{2}-2=0\,} egyenlet sem megoldható. A racionális számtestet azonban a komplex számok esetében megismert módszerrel bővíthetjük: Legyen {\displaystyle \alpha ={\sqrt {2}}\,} a mesterségesen életre hívott új, a racionális számok között értelmezhetetlen „irracionális” egység, melyre {\displaystyle \alpha ^{2}=2\,} és tekintsük az {\displaystyle u+\alpha \cdot v} alakú „komplex” mennyiségeket (u és v racionális számok). Könnyen ellenőrizhető, hogy ezek az „új” számok is testet alkotnak, a racionális számok között megszokott műveletekre nézve. Ebben az új, komplex struktúrában már megoldható a fent említett egyenlet. Ennek a példának is csak elméleti jelentősége van, mert a racionális számoknak ez a bővítése gyakorlatilag semmilyen előnnyel nem jár. Némi örömöt okoz az elméleti beállítottságú embernek, hogy a racionális számtestet bizonyos értelemben a lehető leggazdaságosabban bővítettük a mondott egyenlet megoldása érdekében. Hogy ezzel egyenleteknek milyen, bővebb köre vált megoldhatóvá, az egy érdekes és ide nem tartozó kérdés.

#### Azx3−5=0{\displaystyle x^{3}-5=0}egyenlet megoldása
Ez az egyenlet sem oldható meg a racionális számkörben. Felmerül, hogy a testbővítési feladatot most is a megismert gazdaságos módszerrel oldjuk meg. Legyen az „irracionális egység” {\displaystyle \psi ={\sqrt[{3}]{5}}}, követeljük meg, hogy {\displaystyle \psi ^{3}=5\,} és próbálkozzunk az {\displaystyle u+\psi \cdot v} „komplex” mennyiségekkel (u és v racionális számok). Kiderül, hogy az így létrehozott számkör nem test, mert a szorzás végrehajtásakor előbukkan egy új „észszerűtlenség”, a {\displaystyle \psi ^{2}\,}, a köbgyök öt négyzete. De fogadjuk be ezt az árvát is és próbálkozzunk háromtagú komplexitásokkal. Legyenek az új számaink
alakúak, ahol {\displaystyle u,v,w} racionális számok. Ellenőrizhető, hogy most már létrejött egy gazdaságos bővítés, amely test és megoldható benne a címben idézett egyenlet.

## A komplex számok létezésének problémája
A komplex számokat a közvélemény sokáig képtelen volt létezőként vagy értelmesként elfogadni (e hozzáállás a múlt század végére és a formalizmus kialakulásával elvesztette jelentőségét).
Sokan az {\displaystyle i={\sqrt {-1}}}
paradoxonját csak úgy tudják feloldani, hogy az imaginárius számoknak valamiféle átmeneti, irreális jelentést tulajdonít. Egy valós adatokkal induló számítás végeredményben valós adatokra kell vezessen akkor is, ha közben egy nemlétező hídon át is kell menni. Vajon mennyivel kevésbé létező egy imaginárius szám, mint bármily más matematikai absztrakció? Önmagában is érdekes tény, hogy a matematikának ez a fogalomalkotása ilyen különleges szerepet játszik az emberi gondolkodásban.